# Cinetism
Cinetism (în limba engleză: Kinetic art) este o direcție în arta modernă însumând o serie de tendințe, curente și grupări preocupate de reprezentarea sau implicarea mișcării în artele vizuale.

## Istoric
Pe de o parte, se tinde spre iluzia mișcării prin procedee optice (Op art), în care obiectul în mișcare sau perceput simultan devine un pretext pentru reprezentarea mișcării înseși ca fenomen pur, eliberată total de suportul figurativ, bazată pe calitățile dinamice ale unor raporturi cromatice formale (Bridget Riley, Carlos Cruz-Diez), pe de altă parte, și acesta este teritoriul cel mai specific al cinetismului, creațiile încorporează fizic mișcarea sau se constituie într-un proces cinetic. La rândul său, acest domeniu al dinamismului concret își are diviziunile sale, majoritatea artiștilor experimentând diverse modalități. Uneori avem deaface cu prelungire a frondei dadaiste, artiști ca Yaacov Agam, Jean Tinguely, Bruno Munari, Pol Bury preluând cu sens ironic metafora mașinii, alteori, ca la Alexander Calder, Len Lye sau Vassilakis Takis, animarea mecanică sau cu forțe naturale și efecte imprevizibile marchează deschiderea spre joc aleatoriu.

David Roy: Pulsar - figură cinetică

Preocuparea pentru mișcare ca dimensiune a realității nu este nouă. Se poate aminti aici sincretismul, în care se îmbină elemente diferite de gândire și spre care converg diversele tendințe moderne vizând ambianța, spectacolul și acțiunea. Arta contemporană s-a depărtat de semnificația metafizică a mișcării. Demersul actual se leagă de revoluția mașinii, de noua accepțiune a temporalului, pornind de la timpul-durată bergsonian, timpul ca evoluție și mobilitate, de la teoria relativității, de la toată dinamica pe care civilizația tehnică a impus-o existenței cotidiene.
O modalitate mai recentă este cea a mișcării luminoase, fie că obiectele puse în mișcare sunt înzestrate cu efecte de lumină, fie că impresia mișcării este creată de emanații luminoase ritmice (David Roy), fie că, în sfârșit, operele se nasc din proiecții de lumină, ca la Julio Le Parc, Paul Friedlander sau la membrii Grupului N din Italia (Garcia Rossi, Francisco Sobrino).
Aceste preocupări duc în mod firesc la o artă-spectacol, la constrcții de ambianță: Turnul informațional al lui Nicolas Schöffer, ansamblurile arhitectonice sau de decorație urbană ale lui Yaacov Agam.

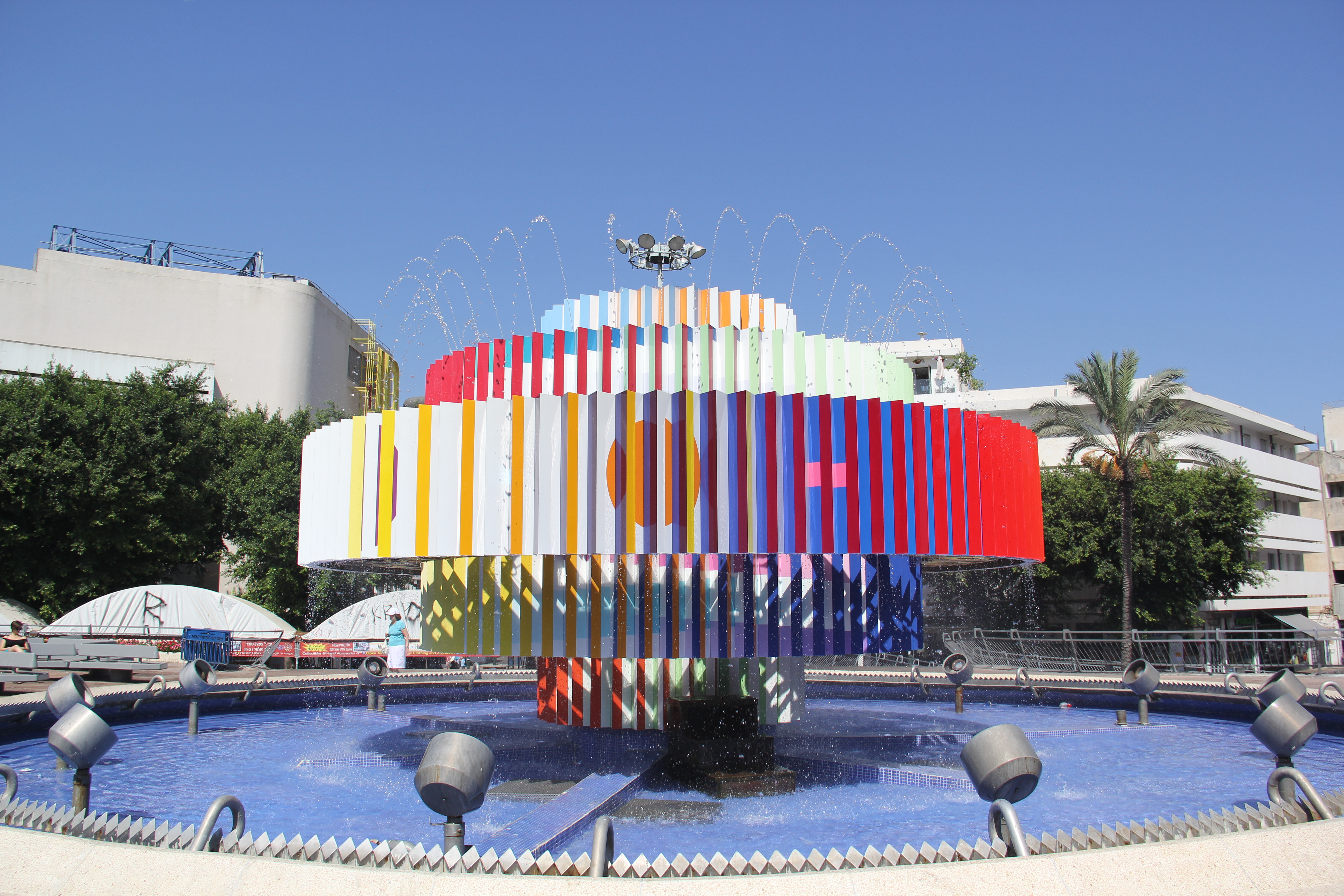
Yaacov Agam: Fântână în piața Dizengoff din Tel Aviv

## Pictori
Ca și în cazul expresionismului abstract, asistăm la o deplasare a interesului estetic spre experiența estetică (vezi și: Action painting). Reținem dintre foarte numeroși artiști care experimentează în acest domeniu câteva nume mai cunoscute:
- Bridget Riley
- Ronald Mallory
- David Ascalon
- Yves Klein
- Gilles Larrain
- Yaacov Agam
- Jesús-Rafael Soto
- Victor Vasarely
- Theo Jansen
- Youri Messen-Jaschin
- Michael Millevolte

## Lucrări selectate

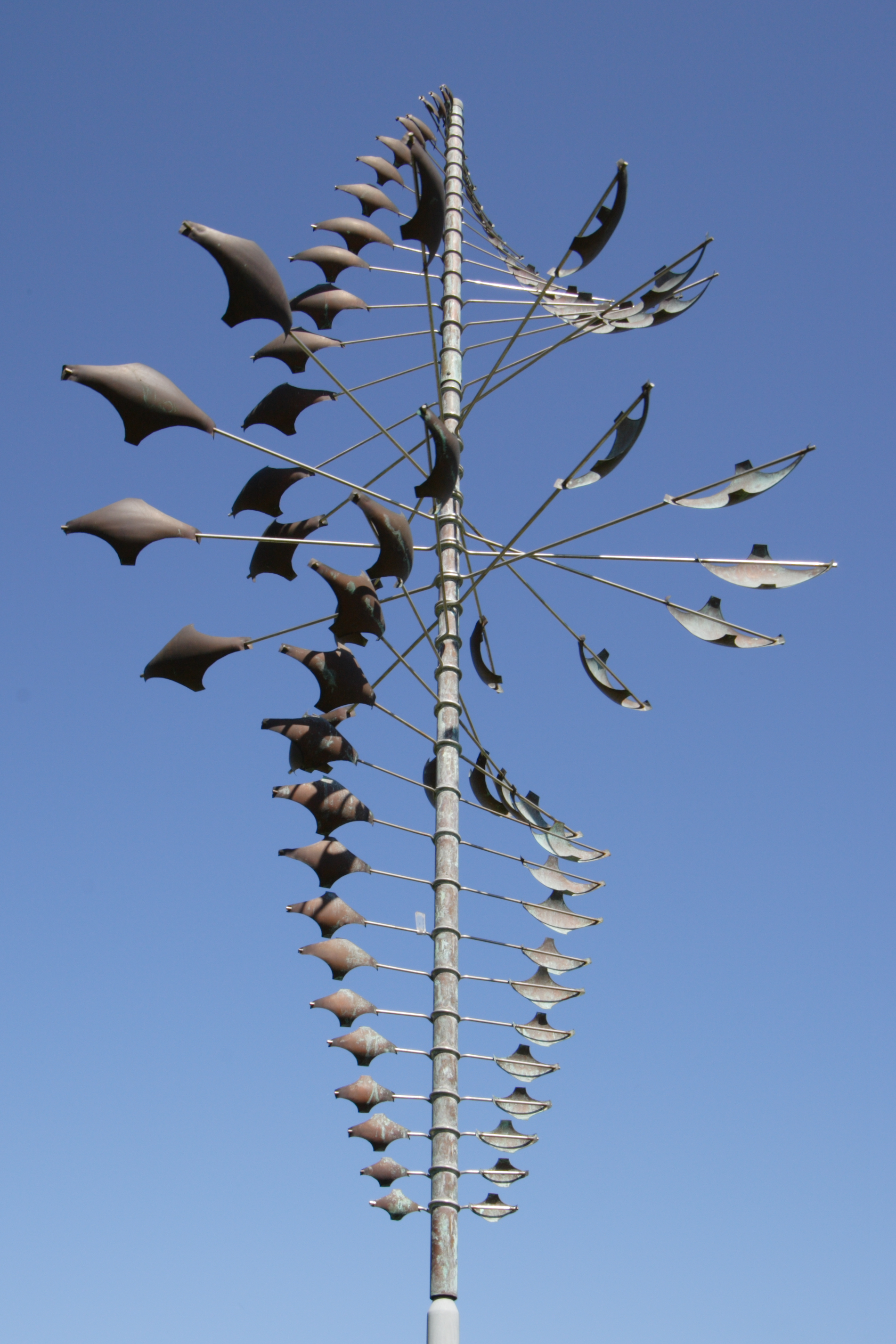
Lyman Whitaker, The Twister Star Huge, o sculptură de whirligig
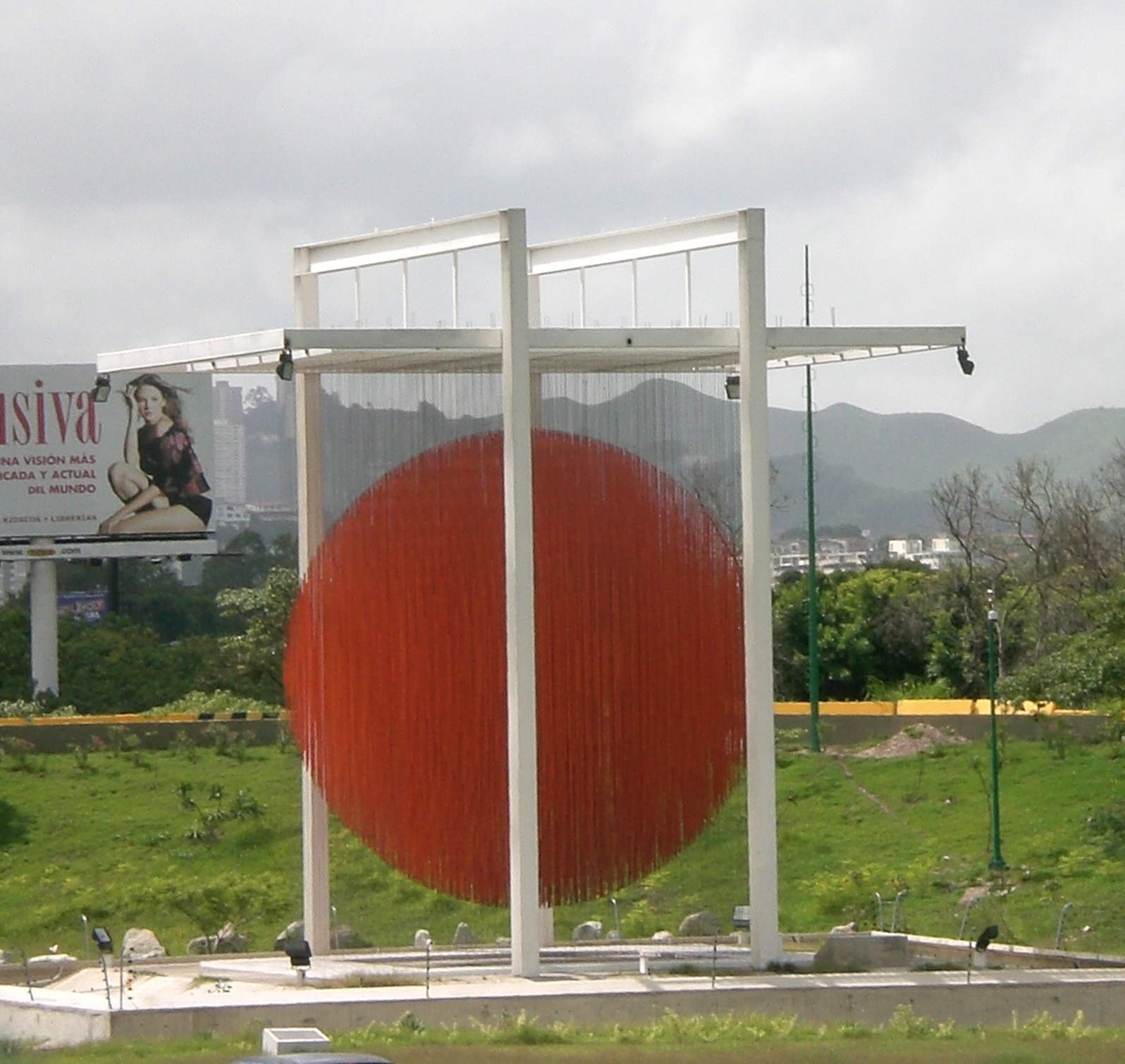
Jesús Raphael Soto, Sfera, Caracas, Venezuela
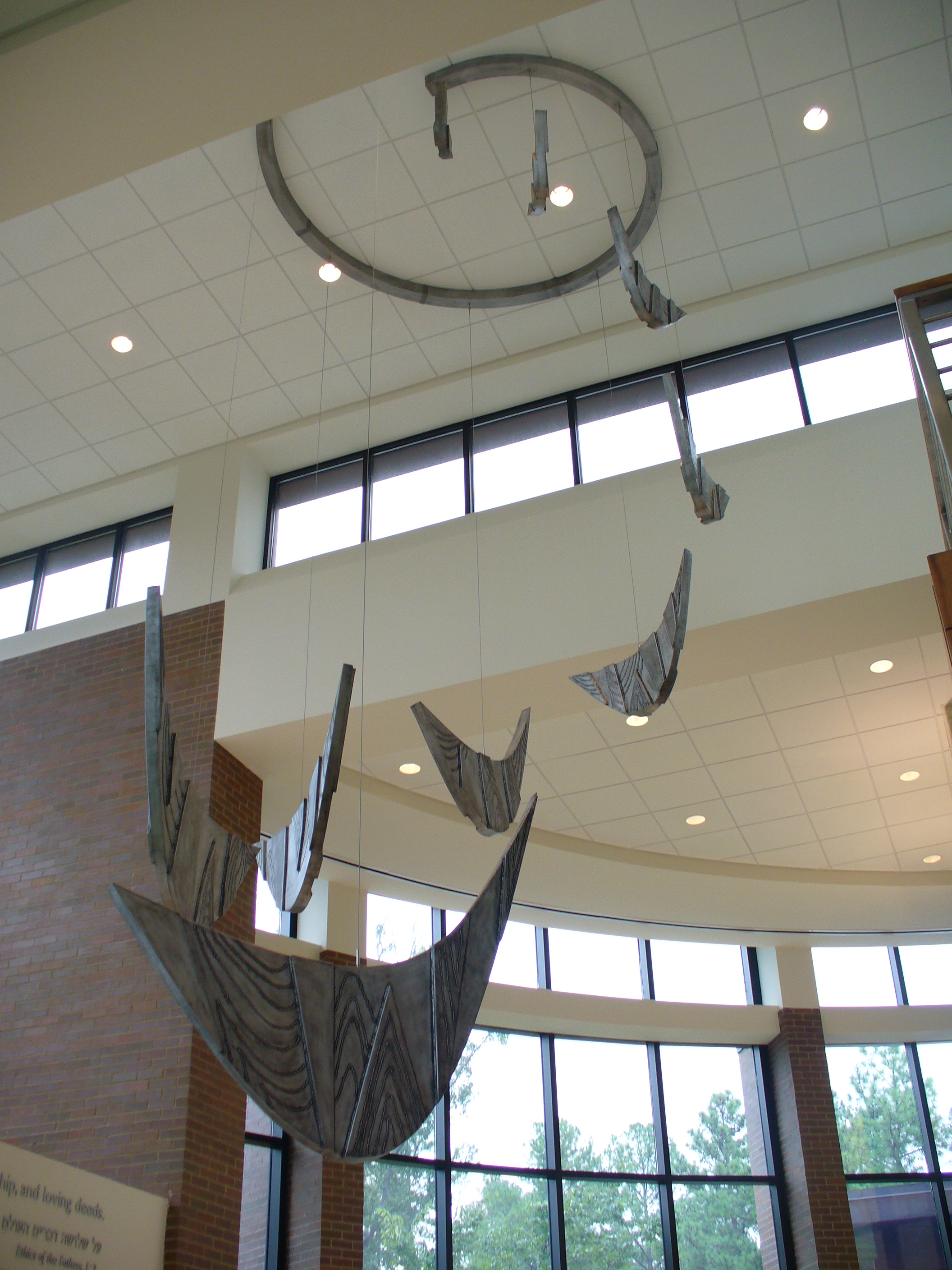
David Ascalon, Wings to the Heavens, 2008. Cablu de aluminiu și oțel inoxidabil, Temple Israel, Memphis, Tennessee
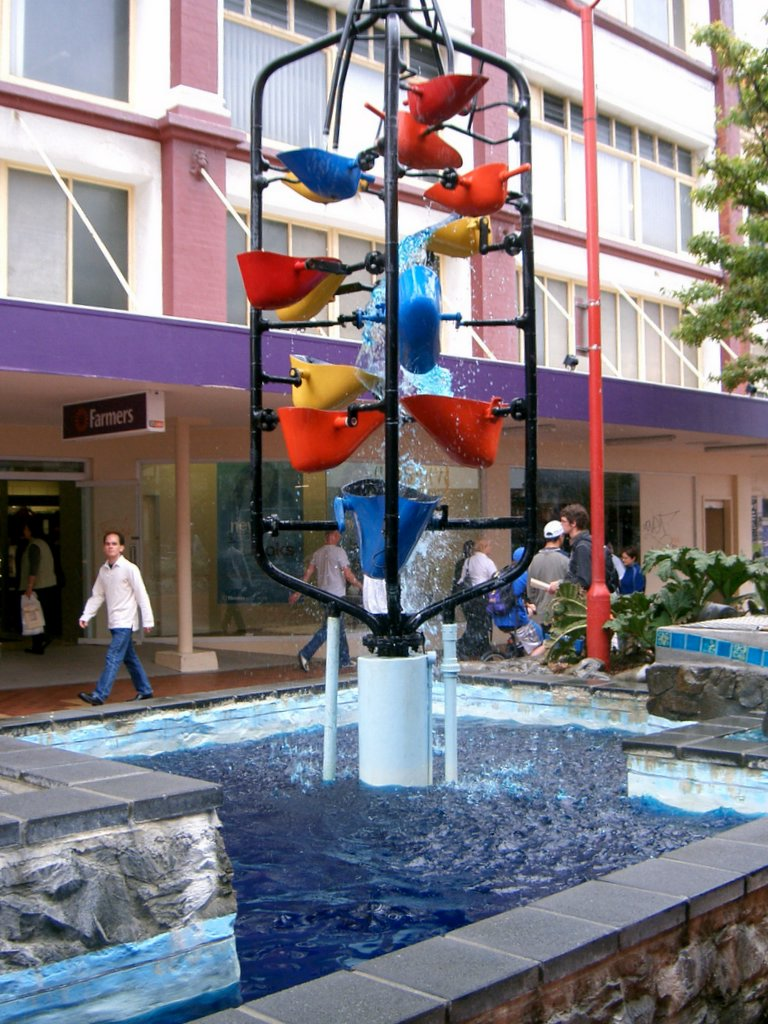
The Bucket Fountain, Wellington, NZ
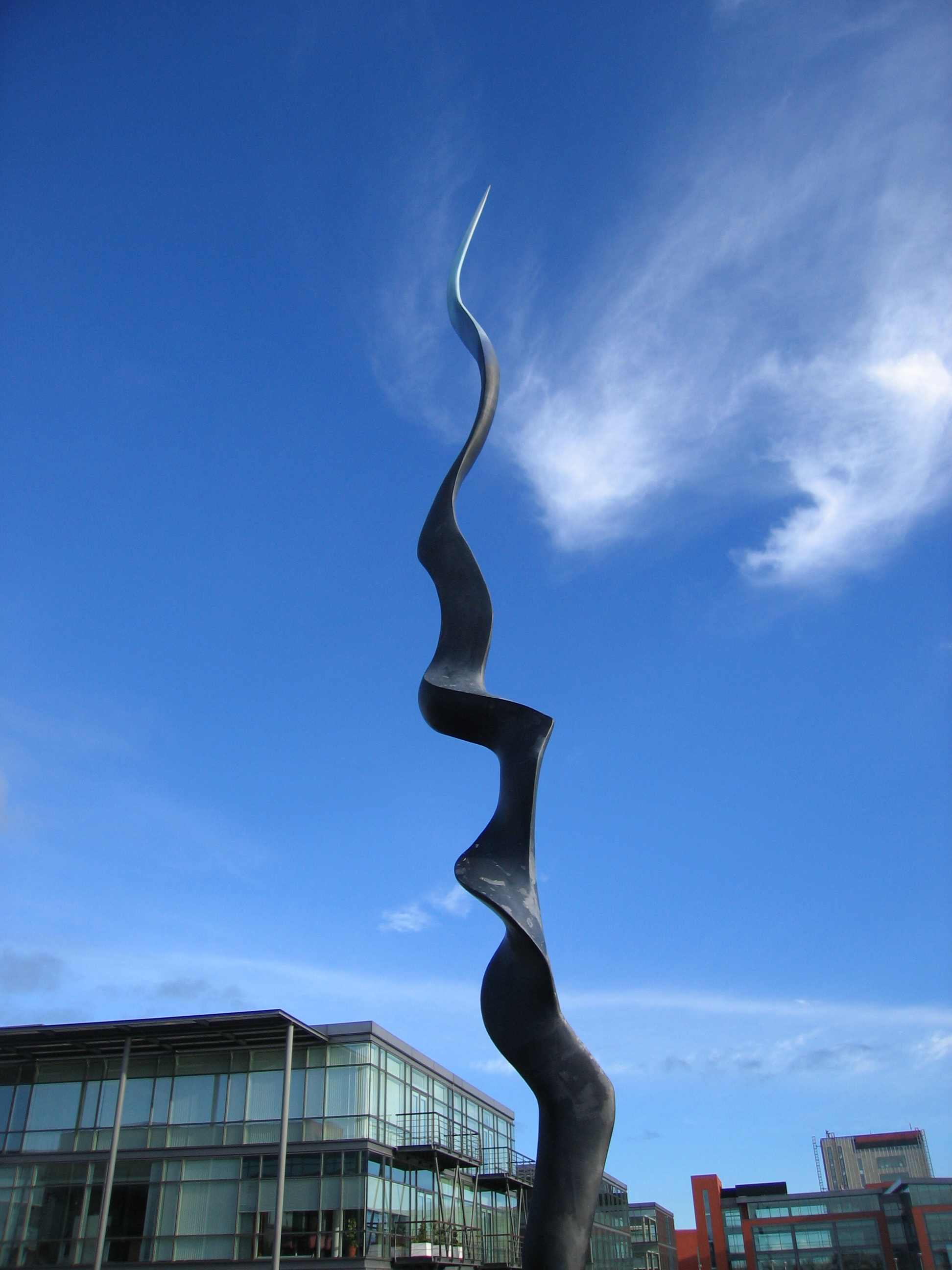
Wave, Park West, Angela Conner
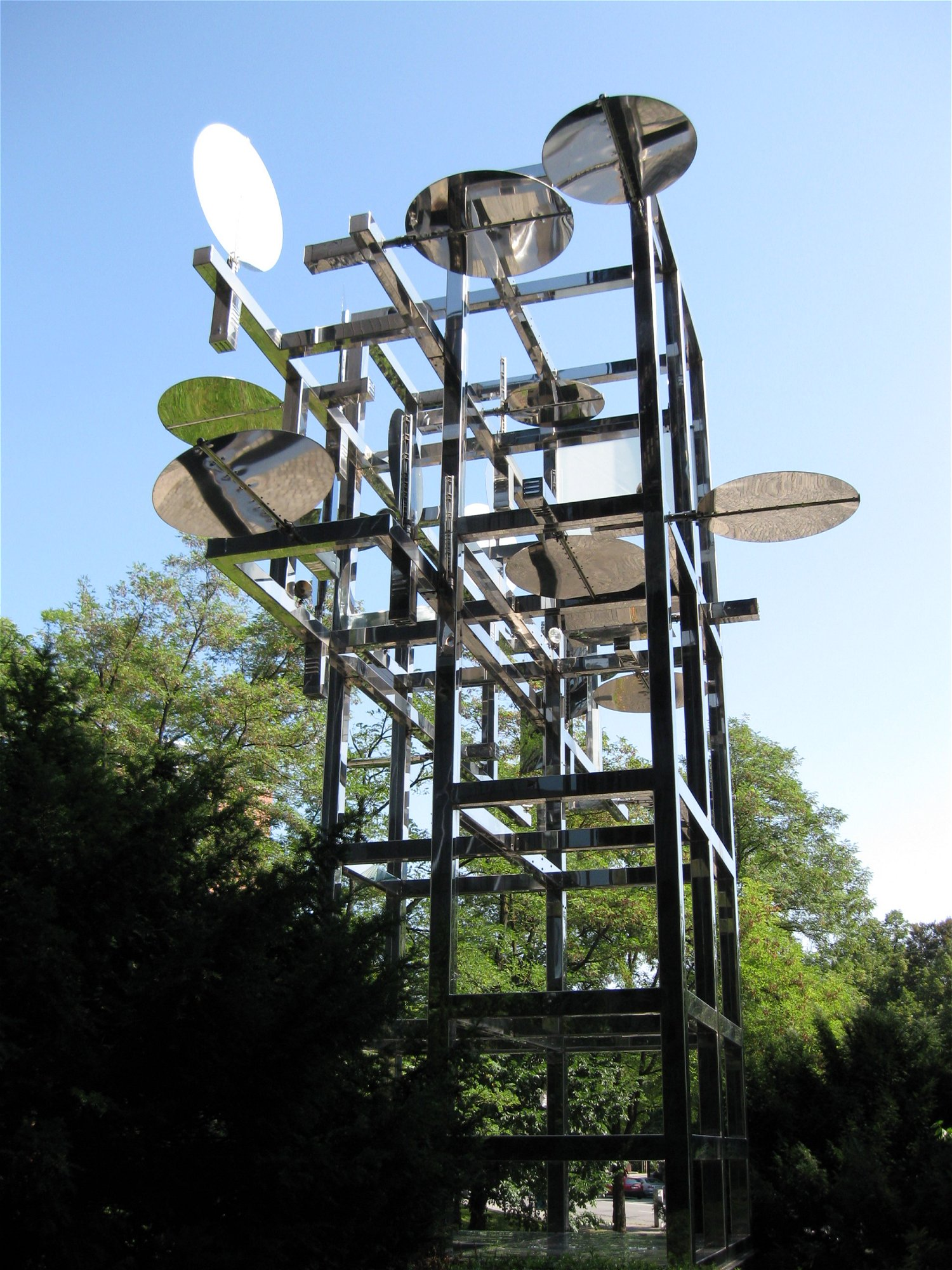
Nicolas Schoeffer Chronos 10B, 1980, Munchen
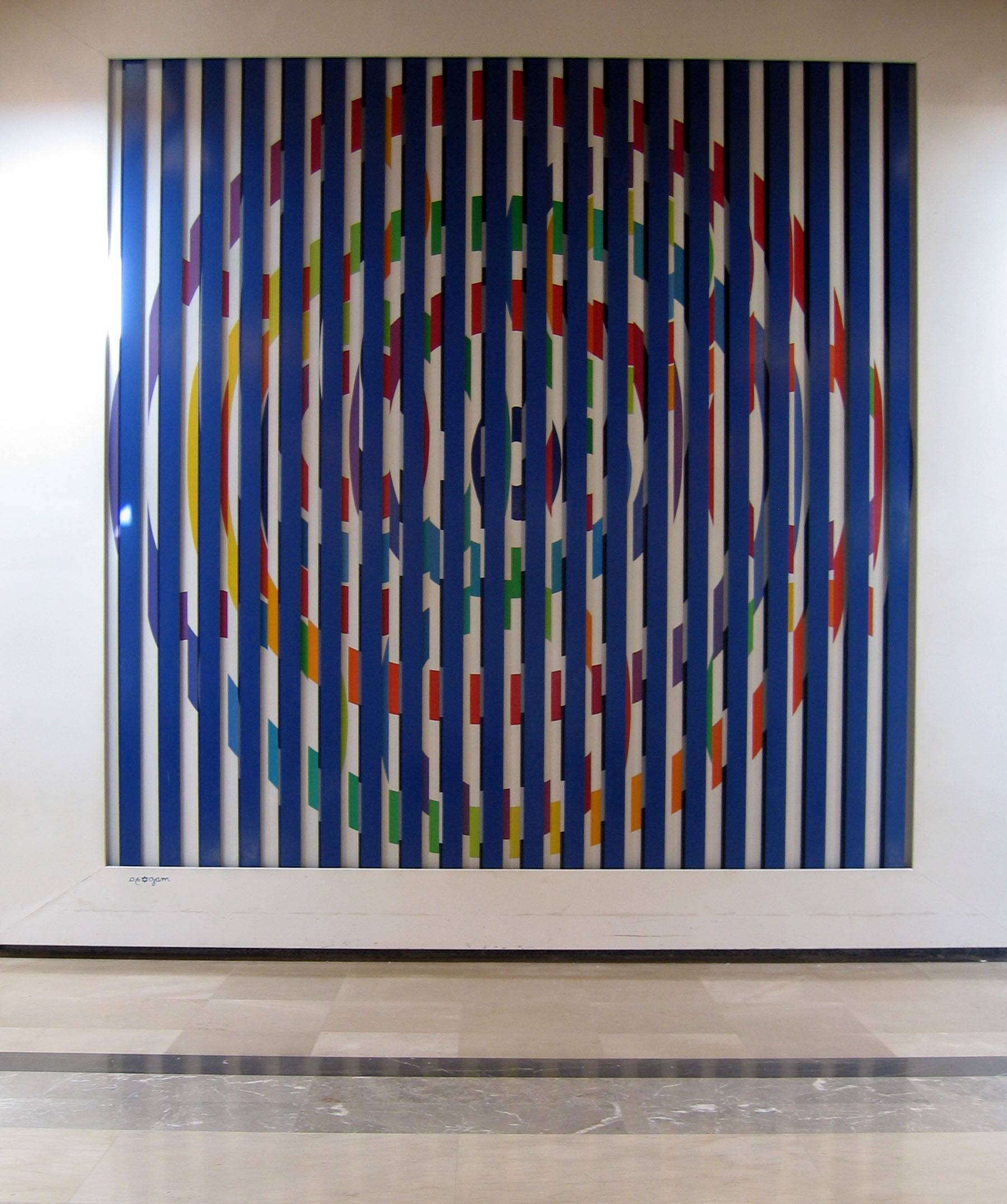
Yaacov Agam, Sheba Medical Center, Israel
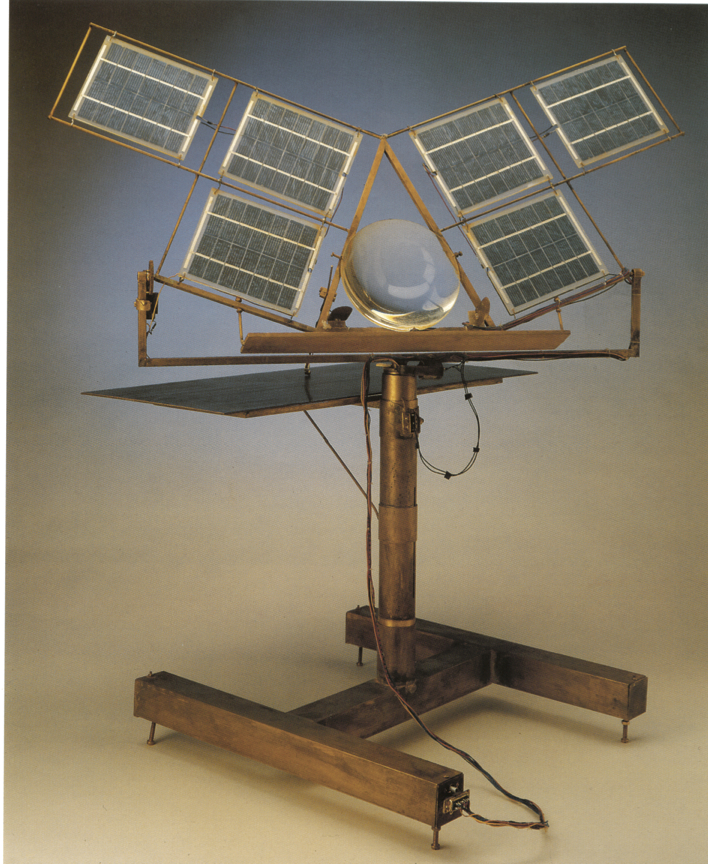
Marc van den Broek, Sun Writer, 1986, Germania
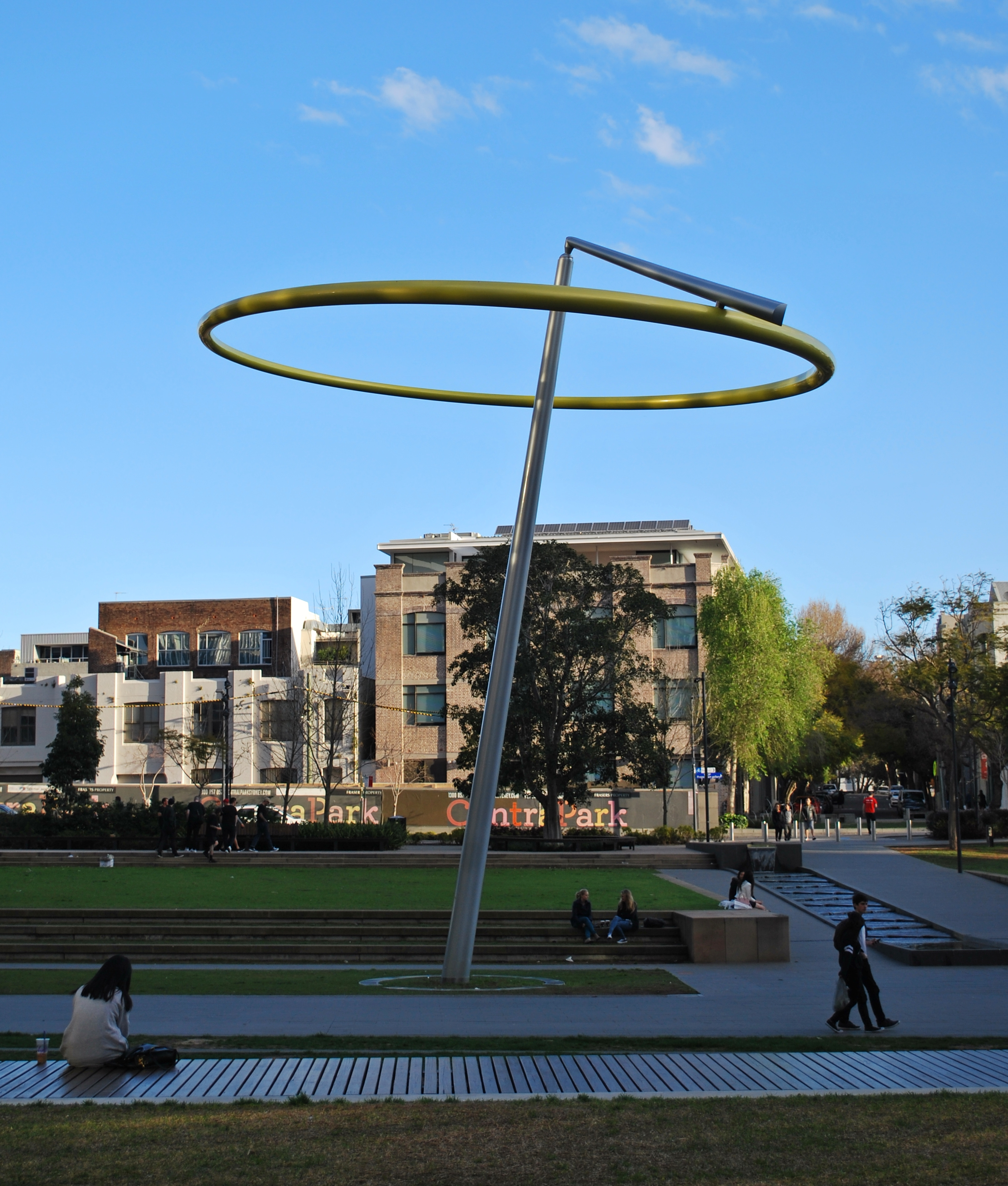
Studio Turpin + Crawford, Halo, Sydney, Australia
Uli Aschenborn, transformând Sculpture-Morph, umbra arată Ciclul de viață masculin, Namibia
Uli Aschenborn, ochii de pe acest desen animat se întorc într-adevăr să urmărească privitorul, Namibia
Uli Aschenborn, spectatorul trece prin acest "chameleon-pictura" Atacul leului, culoarea lui se schimbă după cum se vede - nisip și vopsea, Namibia
Uli Aschenborn, spectatorul trece prin acest "chameleon-pictura" Atacand Rhino culoarea lui se schimba asa cum se vede - nisip si vopsea, Namibia
Uli Aschenborn, în cazul în care privitorul trece acest "Magic Dice Chameleon-Painting" arată 1, 2 sau 3 sâmburi și schimbările de culoare - nisip și vopsea, Namibia
Uli Aschenborn, Morph-Cube arătând un pește, care se schimbă în cazul în care privitorul se mișcă, Namibia
Sarnikoff "Goldflakes" Carton mobil animat de un motor asincron, de asemenea, reciclează arta pentru a aduce spiritul în această contribuție Franța